# Makhosini Dlamini
Pour les articles homonymes, voir Dlamini.
Makhosini Jaheso Dlamini, né en 1914 et mort le 28 avril 1978, est un homme d'État swazilandais.

## Biographie
Leader du Imbokodvo National Movement, il remporte tous les sièges lors des élections de 1967 et devient le premier Premier ministre du pays (16 mai 1967 – 31 mars 1976). De 1968 à 1970, il sert aussi comme ministre des Affaires étrangères.